# Girl’s Day
Girl’s Day (koreanisch 걸스데이; japanisch ガールズデイ) ist eine südkoreanische Girlgroup der zweiten K-Pop-Generation, die 2010 vom Label Dream Tea Entertainment gegründet wurde. Zurzeit besteht die Gruppe aus den vier Mitgliedern Sojin, Minah, Yura und Hyeri. Jisun und Jiin verließen die Gruppe im Sommer 2010; Jihae stieg Ende 2012 aus.
Die größten kommerziellen Erfolge konnten sie mit ihren Singles Twinkle Twinkle, Hug Me Once, Expect, Something und Darling verbuchen, deren Digitalkopien sich bisher jeweils über eine Million Mal verkauften.
Seit ihrem Bestehen hat die Gruppe für über 20 namhafte Unternehmen geworben, darunter u. a. LG Electronics, Ezaki Glico’s Pocky, Lotte World und Nexon Corporation.
2015 belegte Girl’s Day den 13. Platz in der Forbes „Korea Power Celebrity“-Liste, welche jährlich Südkoreas einflussreichste Prominenten kürt. 2016 rangierte die Gruppe auf Platz 26, während Bandmitglied Hyeri den 3. Platz belegte.
Seit Januar 2019 befindet sich die Gruppe in einer Auszeit auf unbestimmte Zeit, verkündete jedoch, sich bisher nicht aufgelöst zu haben. Ihre vorerst letzte EP Everyday #5 erschien im Frühjahr 2017.

## Geschichte

### 2010: Pre-Debüt

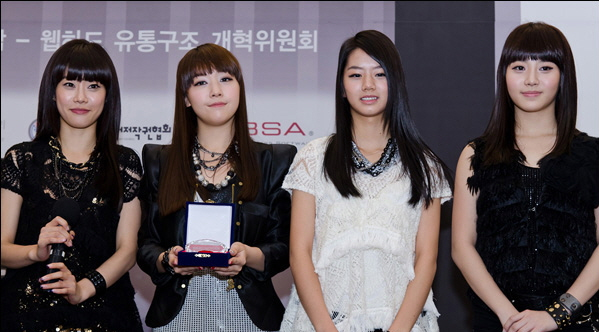
Girl’s Day (2010)

Um schon zu Beginn das Interesse potenzieller Fans zu wecken, trat die Gruppe in Flashmobs auf Seouls Straßen auf. Des Weiteren wurden von Dream Tea Entertainment u. a. Twitter-Accounts für die einzelnen Mitglieder, ein YouTube-Kanal sowie eine offizielle Homepage erstellt; damit bildete sich schnell eine offiziell anerkannte Fanbase, namens Daisy bzw. Dai5y.

### 2010–2011: Debüt, Mitgliederwechsel und träger Start
Die Band debütierte im Juli 2010 mit den Mitgliedern Jihae, Jisun, Jiin, Sojin, und Minah. Ihre Debütsingle Tilt My Head, welche am 7. Juli 2010 erschien, erwies sich als Misserfolg; u. a. wegen des Lampenfiebers der einzelnen Mitglieder bei den Live-Auftritten zum Song. Ihre Debüt-EP Girl’s Day Party #1 mit den Songs Tilt My Head, Shuppy Shuppy und Control wurde nachfolgend am 9. Juli 2010 veröffentlicht.
Nach dem weniger erfolgreichen Start veröffentlichte die Band am 22. Juli 2010 die Single How About Me. Dabei kam es zunächst zu einer vierteljährigen Pause, in welcher die Mitglieder Jisun und Jiin die Gruppe aufgrund eigener Interessen verließen; Jisun wollte sich weiter mit Musik befassen, um sich selbst zu finden, während Jiin es vorzog, sich auf ihre schauspielerische Karriere zu konzentrieren. Ihren Platz nahmen die jetzigen Mitglieder Hyeri und Yura ein, die beim Eintritt 16 und 18 Jahre alt waren.
Mit dieser neuen Konstellation wurde daraufhin Girl’s Day Party #2, veröffentlicht am 29. Oktober 2010 und den Track Nothing Lasts Forever beinhaltend, aufgenommen. Im Dezember 2010 absolvierte die Girlgroup ihren ersten Auftritt im südkoreanischen Fernsehen bei der Sendung We Are Dating zusammen mit der Boyband U-KISS.
Am 18. März 2011 folgte Girl’s Day Party #3 mit der Single Twinkle Twinkle, die der Band zu ihrem kommerziellen Durchbruch verhalf. Der Song erreichte Platz 4 in den Charts des Monats April 2011 und Platz 39 der Jahrescharts 2011 bei dem koreanischen Online-Musikdienst Melon. Darüber hinaus veröffentlichten sie einen Monat später den Soundtrack für das koreanische Seriendrama Twinkle Twinkle namens If you give your heart for me.
Am 17. Mai 2011 hielt die Band ihr erstes Konzert außerhalb Südkoreas bei dem I Love You Taiwan – We Are Friends Concert 2011 im Taipei International Convention Center in Taipeh ab.
Ihre zweite EP Everyday, die aus den Songs Hug Me Once, Young Love, Nothing Lasts Forever und Twinkle Twinkle besteht, erschien am 7. Juli 2011. Die EP stieg bis in die Top 50 ihres Releasemonats bei Melon auf, ebenso die am 1. September 2011 veröffentlichte Girl’s Day Party #4 mit der Single Don’t Let Your Eyes Wander.

### 2012–2013: Erstes AlbumExpectationund steigende Popularität

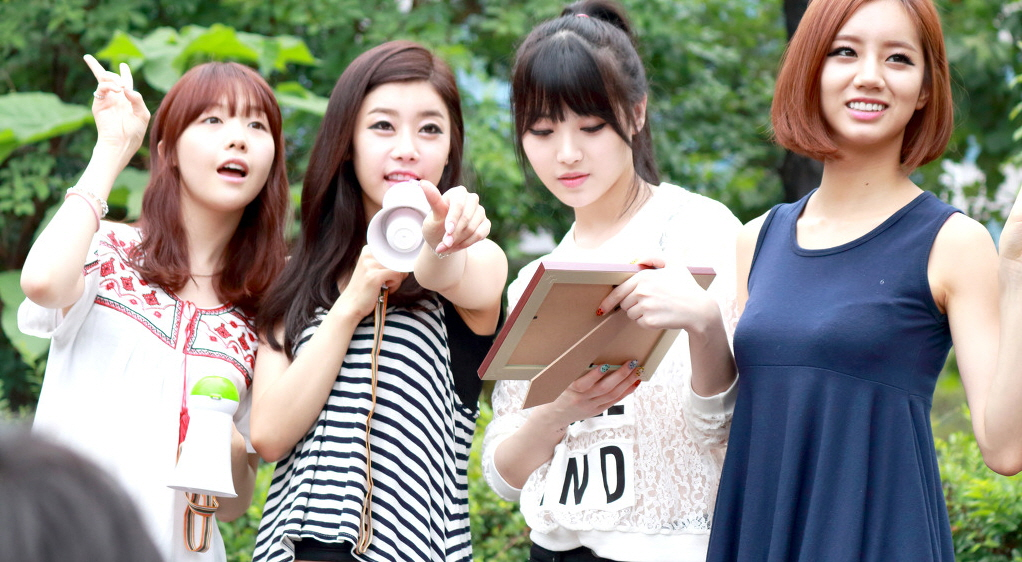
Girl’s Day, Fantreffen (2013)

Die dritte EP der Girlgroup, Everyday 2, mit den Songs Cupid, Don’t Flirt, Oh! My God, Telepathy und Two of Us, wurde am 18. April 2012 veröffentlicht.
Am 17. Oktober 2012 wurde seitens Dream Tea Entertainment bestätigt, dass Jihae die Gruppe aus persönlichen Gründen verlässt, u. a. um sich weiter ihrem Tanzstudium an der Sungkyunkwan-Universität zu widmen. Fortan aus vier Mitgliedern bestehend, veröffentlichte die Band eine Woche später Girl’s Day Party #5, mit der Ballade Don’t Forget Me.
Fast ein halbes Jahr später, im Februar 2013, erschien die Single White Day, dicht gefolgt von ihrem ersten Album Expectation, welches sich großer Beliebtheit erfreute; so erlangten sie den Long-Run Song of the Year Award bei der dritten Verleihung der Gaon Chart K-Pop Awards und sicherten sich den 36. Platz der Jahrescharts 2013 bei Melon.
Im Frühsommer des Jahres erschien zusätzlich eine Neukonstellation des Albums Expectation mit dem Namen The First Album Repackage: Female President. Der gleichnamige Song kam neben den alten Tracks als neue Single hinzu und ist angelehnt an die damalige Amtseinführung der ersten Präsidentin Südkoreas, Park Geun-hye, womit ein Zeichen für weibliche Solidarität gesetzt werden sollte. Mit dieser Single hatte die Gruppe zugleich ihre erste Spitzenplatzierung bei einer Musikshow, durch ihre 8887 Punkte bei Inkigayo (Geplante Ausgabe vom 7. Juli 2013), welche sie in der Woche gesammelt hatten; die Sendung wurde jedoch aufgrund eines tragischen Vorfalles am Tag zuvor, dem Asiana-Airlines-Flug 214, nicht ausgestrahlt und gab der Gruppe somit nicht die Möglichkeit, die gewonnene Trophäe öffentlich entgegenzunehmen. Billboard kürte die Single zu einer der 20 Best K-pop Songs of 2013.
Den Abschluss des Jahres bildeten Girl’s Day Party #6 mit der Single Do Tell Me sowie der Song Let’s Go, eigens komponiert von Bandmitglied Sojin.

### 2014–2016: Zweites AlbumLoveund japanisches Debüt

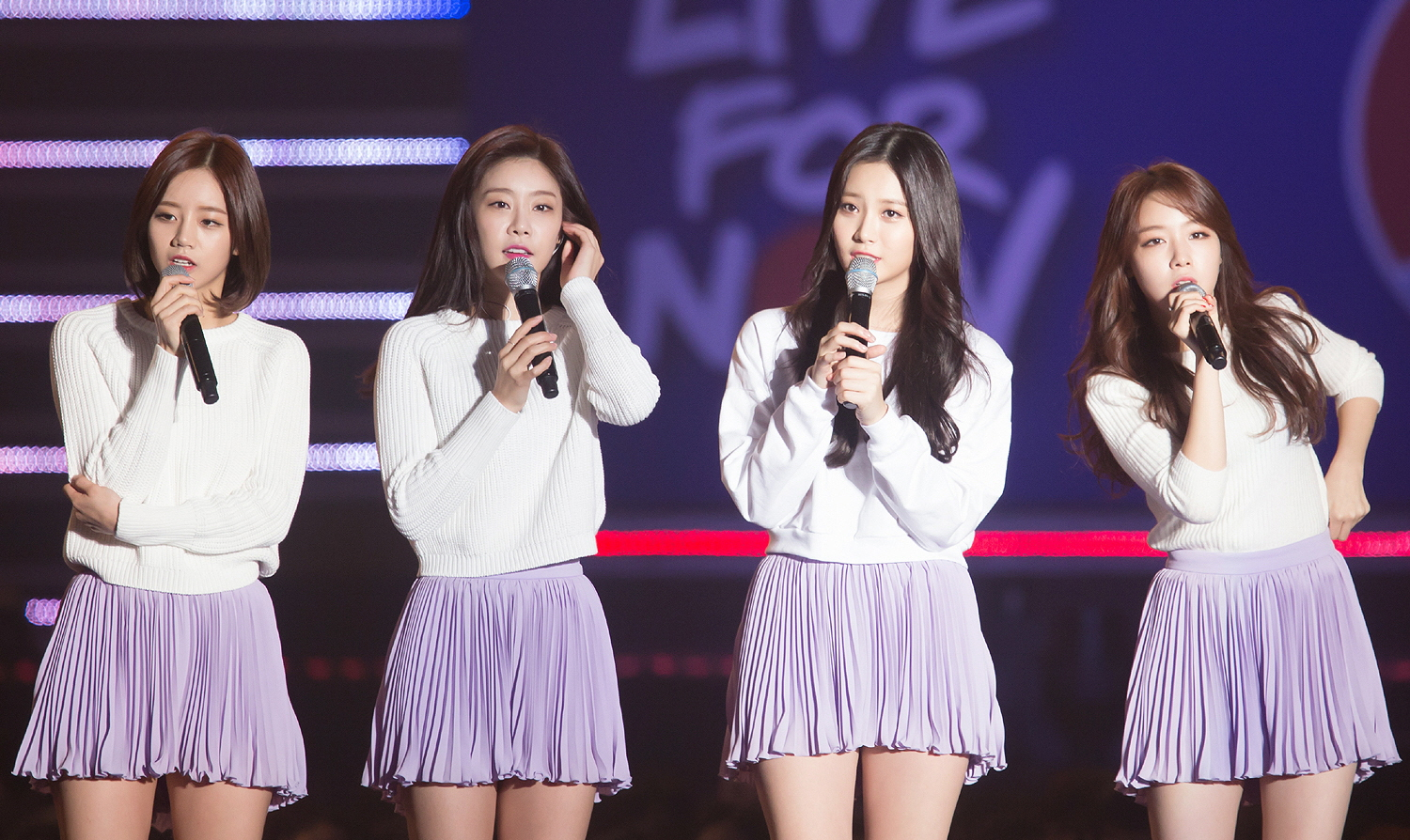
Girl’s Day, Pepsi Concert (2014)

Am 3. Januar 2014 veröffentlichte die Gruppe ihre vierte EP Everyday 3. Das Musikvideo zum Albumtrack Something erzielte auf YouTube innerhalb von 24 Stunden eine Million Aufrufe. Der Song wurde zu einem allgemeinhin kommerziellen Erfolg; es ist ihre bisher höchstplatzierte Single, mit der es ihnen gelang, bis auf Platz 2 bei den Billboard Korea K-Pop Hot 100 sowie dem Gaon Digital Chart aufzusteigen. Zusätzlich dazu erhielt der Song den 9. Platz der Jahrescharts 2014 bei Melon und konnte bei den Live-Auftritten zum Track fünf Auszeichnungen sein Eigen nennen; letztlich wurden ihnen der Best Dance Performance by a Female Group Award bei den Mnet Asian Music Awards 2014 verliehen.
Im Juli veröffentlichte die Gruppe ihre fünfte EP Everyday 4 mit den Tracks Summer Party, Look At Me, Timing und der Albumsingle Darling, die sich wie Something eine Platzierung in den Top 30 der Jahrescharts 2014 bei Melon sicherte.
Am 15. Oktober folgte schließlich ihre sechste und letzte EP des Jahres I Miss You mit der gleichnamigen Ballade, Look At Me, Show You, I Don’t Mind und White Day. Das Musikvideo zu Darling ist mit über 45 Millionen Aufrufen ihr bisher Meistaufgerufenes.
Im Mai 2015 erschien die Single Hello Bubble, dessen Musikvideo als Werbeaktion für die Haarpflegemarke Mise-en-scène gedreht wurde. Vor der Veröffentlichung ihres zweiten vollwertigen Albums Love mit dem Albumtrack Ring My Bell, reiste die Gruppe im Rahmen der Realityshow One Fine Day des südkoreanischen Fernsehsenders MBC für eine Woche zu der japanischen Präfektur Okinawa.

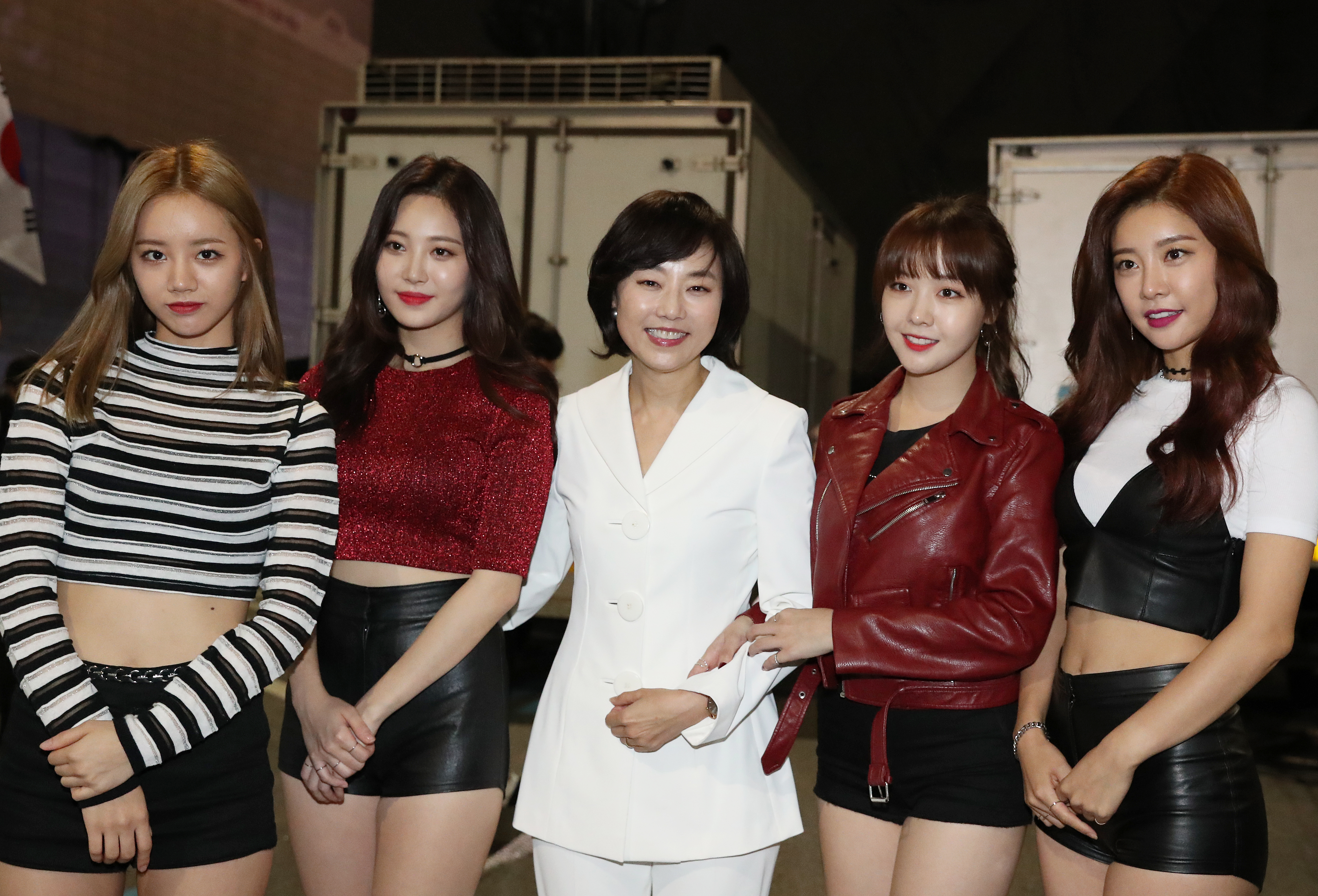
Girl’s Day, Korea Sale Festa Opening Ceremony (2016)

Wieder in Südkorea angekommen kam es, zur Überraschung vieler Fans, zu einem Eklat: Bei den Promotionen zu ihrem neuen Album traten sie u. a. am 7. Juli 2015 bei einem Internet-Stream der südkoreanischen Talkshow Koon TV auf, in welcher sich die Bandmitglieder spürbar unhöflich gegenüber dem Gastgeber Choi Koon benahmen. Sie reagierten abweisend auf seine Fragen und zeigten sich unverhältnismäßig arrogant. Während der Show im Livechat, sowie nach der Show auf verschiedensten Internetforen gab es einen Reihe an empörten Reaktionen; laut Meinung zahlreicher Fans und Zuschauer hatten sie dem Gastgeber nicht den nötigen Respekt gezollt und sich gezielt von ihm distanziert, während Yura die Einzige mit respektvollem Verhalten gewesen sei. Choi Koon behauptete darauf, er habe versucht, die Show so realistisch wie möglich zu gestalten; indem er absichtlich kontroverse Situationen entwickelte, habe er sich von üblichen Talkshows abgrenzen und das Interesse der Zuschauer wecken wollen. Dies sei aber aufgrund seiner teils unangemessen wirkenden Verhaltensweise in Missverständnissen resultiert, die er mit den Worten „Wir hatten eine Menge Spaß während und nach der Show, es gab keine Probleme“ dementierte. Dennoch sah die Girlgroup ihr Fehlverhalten ein und fühlte sich zu einer öffentlichen Entschuldigung bewogen, welche bei ihrem Wiederauftritt in der Show einige Tage später erfolgte. In dieser ließ Bandmitglied Sojin verlauten:

„Wir möchten uns bei denjenigen Zuschauern, die eine unterhaltsame Show erwartet haben, für die Unannehmlichkeiten entschuldigen. Es gab viele Dinge, die uns während der Übertragung durch den Kopf gingen. […] Zukünftig werden wir immer hart arbeiten, fröhlich und tatkräftig sowie vorsichtiger in unserem Verhalten sein. Wir bitten nochmal vielmals um Entschuldigung.“

Trotz dieses Vorfalles erfreute sich die Single Ring My Bell durch eine Top-10-Platzierung bei den Charts ihres Releasemonats bei Melon hoher Popularität. Ende September debütierte die Gruppe in Japan mit dem Album Darling (Japanese Ver.), welche sich aus den japanischen Versionen der Tracks Darling, Twinkle Twinkle und Ring My Bell zusammensetzt. Darling erhielt damit ein zweites Musikvideo auf Japanisch, welches auf dem YouTube-Channel von Kiss Entertainment, dem Plattenlabel, unter welchem die Gruppe in Japan unter Vertrag stand, veröffentlicht wurde.
Anfang Oktober 2016 drehte die Gruppe einen einmütigen Werbesong namens Perfect Stage, erneut für die Haarpflegemarke Mise-en-scène.

### 2017-heute: Comeback und Everyday #5

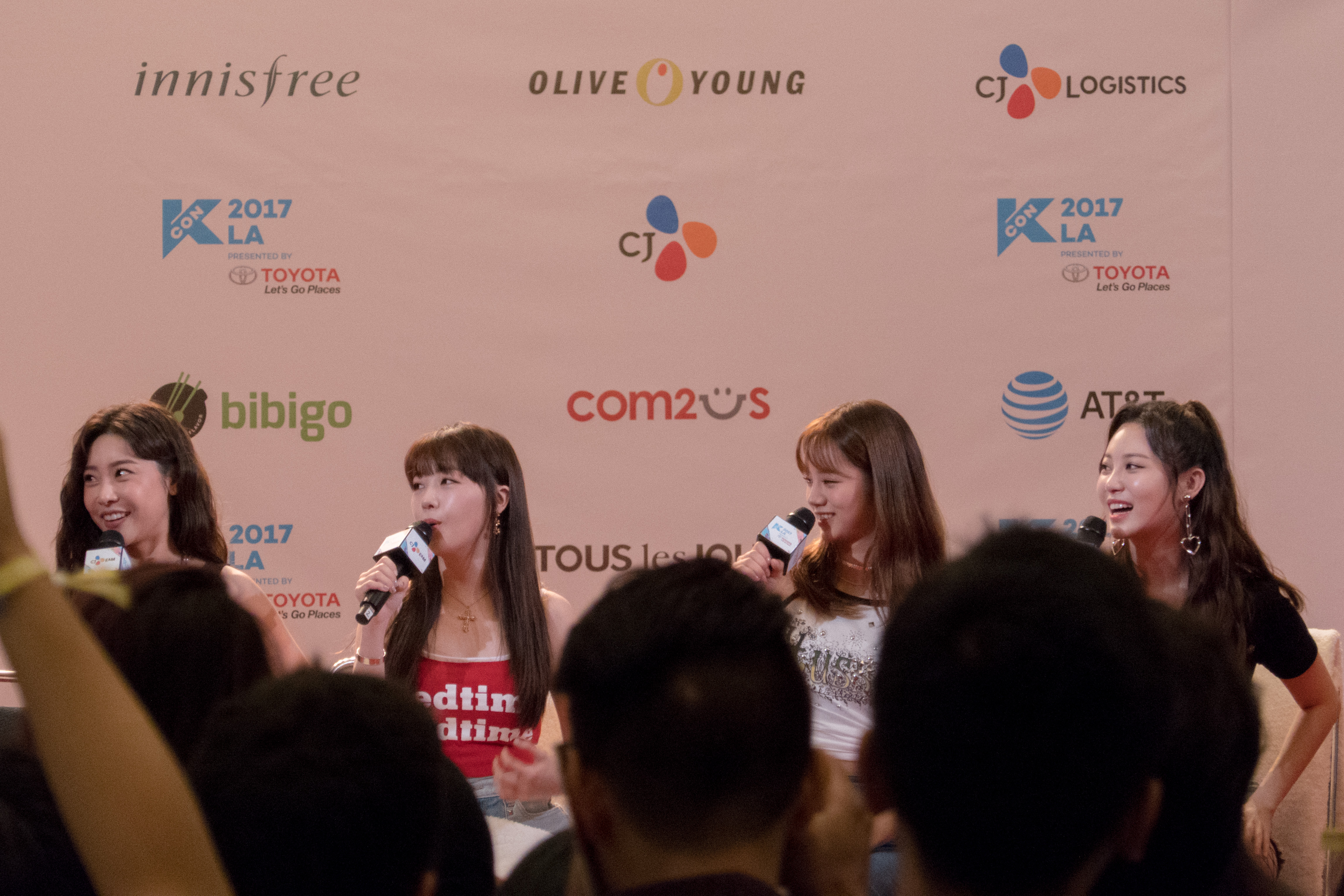
Girl’s Day, KCON LA (2017)

Nach einer Auszeit von 21 Monaten, in der sich die einzelnen Bandmitglieder auf Solo-Aktivitäten konzentrierten, kehrte Girl’s Day am 27. März 2017 mit den Songs I’ll Be Yours, Thirsty, Love Again und Don’t Be Shy aus ihrer nunmehr sechsten EP Everyday #5 zurück; dabei wurden zusätzlich die Solo-Singles Kumbaya von Sojin sowie Truth von Minah mit in das Mini-Album eingebunden.
Das Musikvideo zu dem Albumtrack I’ll Be Yours erreichte innerhalb von 24 Stunden zwei Millionen Aufrufe. Weiterhin erzielte die Gruppe mit Everyday #5 ihre erste Platzierung überhaupt in den World Albums Charts von Billboard, wo sie sich in der Releasewoche auf Platz 7 halten konnten. Innerhalb Südkoreas sicherten sie sich Platz 11 in den Melon-Charts des Releasemonats.
Girl’s Day war vom 18. bis 20. August in Los Angeles sowie vom 22. bis 23. September 2017 in Sydney auf der KCON 2017 vertreten.
Am 30. März 2018 gab Bandmitglied Yura bekannt, dass die Gruppe für 2018 ein Comeback in Aussicht gestellt habe, die einzelnen Gruppenmitglieder sich jedoch noch unschlüssig sind in der Frage, zu welcher Jahreszeit es geschehen wird. Anfang 2019 wurde hingegen bestätigt, dass sich die Mitglieder dazu entschieden haben, ihren Vertrag bei Dream T Entertainment nicht zu verlängern. Seitdem befindet sich die Gruppe in einer Auszeit auf unbestimmte Zeit, hat sich aber dennoch nicht aufgelöst.

## Philanthropie
Im August 2013 wurden die Mitglieder von Girl’s Day im Rahmen der Kampagne Because I Am a Girl von Plan International Korea erstmals zu Botschaftern ernannt; im selben Monat übten sie ehrenamtliche Arbeit in Chiang Rai, Thailand aus. Ein Jahr später kehrten sie erneut nach Thailand zurück, um an einer Kampagne für Geburtenregistrierung von Mädchen teilzunehmen.
2014 wurde der gesamte Erlös aus den Konzerten der Gruppe gespendet, um die Geburtenregistrierung von Mädchen in Entwicklungsländern zu unterstützen.
Im Februar 2016 vertraten Sojin und Yura Girl’s Day als Botschafter von Plan International in Kambodscha, indem sie freiwillig Kunst- und Musik-Workshops an einer Schule hielten. Minah und Hyeri war es aus Krankheitsgründen bzw. Drama-Engagements nicht möglich, den Termin wahrzunehmen.
Im Juli 2017 wurde die Gruppe zum Botschafter für die Olympischen Winterspiele 2018 in Pyeongchang ernannt und war sukzessive als Fackelträger vor Ort tätig.

## Mitglieder

### Aktuell

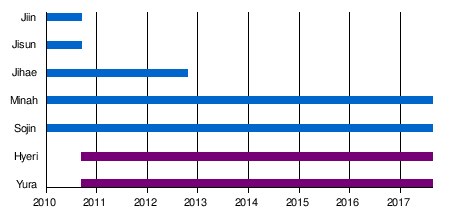
Zeitleiste

| Künstlername | Künstlername | Geburtsname  | Geburtsname | Geburtsdatum/- ort                  |
| Romanisiert  | Hangul       | Romanisiert  | Hangul      | Geburtsdatum/- ort                  |
| ------------ | ------------ | ------------ | ----------- | ----------------------------------- |
| Sojin        | 소진         | Park So-jin  | 박소진      | 21. Mai 1986 in Daegu, Südkorea     |
| Minah        | 민아         | Bang Min-ah  | 방민아      | 13. Mai 1993 in Incheon, Südkorea   |
| Yura         | 유라         | Kim Ah-young | 김아영      | 6. November 1992 in Ulsan, Südkorea |
| Hyeri        | 혜리         | Lee Hye-ri   | 이혜리      | 9. Juni 1994 in Gwangju, Südkorea   |

### Ehemalig
| Künstlername | Künstlername | Geburtsname  | Geburtsname | Geburtsdatum/- ort                   | Anmerkung |
| Romanisiert  | Hangul       | Romanisiert  | Hangul      | Geburtsdatum/- ort                   | Anmerkung |
| ------------ | ------------ | ------------ | ----------- | ------------------------------------ | --- |
| Jihae        | 지해         | Woo Ji-Hae   | 우지해      | 14. Mai 1989 in Asan, Südkorea       | Verließ die Gruppe im Oktober 2012. |
| Jisun        | 지선         | Hwang Ji-sun | 황지선      | 17. Oktober 1989 in Seoul, Südkorea  | Verließ die Gruppe im September 2010. 2011 trat sie der Girlgroup New.F.O. unter dem Künstlernamen JN bei, welche sich jedoch 2012 wieder auflöste. Seit dem 18. Oktober 2018 ist sie bei der Band S#aFLA von Vine Entertainment aktiv. |
| Jiin         | 지인         | Lee Ji-in    | 이지인      | 13. März 1992 in Chuncheon, Südkorea | Verließ die Gruppe ebenfalls im September 2010. 2014 trat sie der Girlgroup Bebop bei, welche sie 2015 wieder verließ. |

## Aktuelle Besetzung

### Sojin

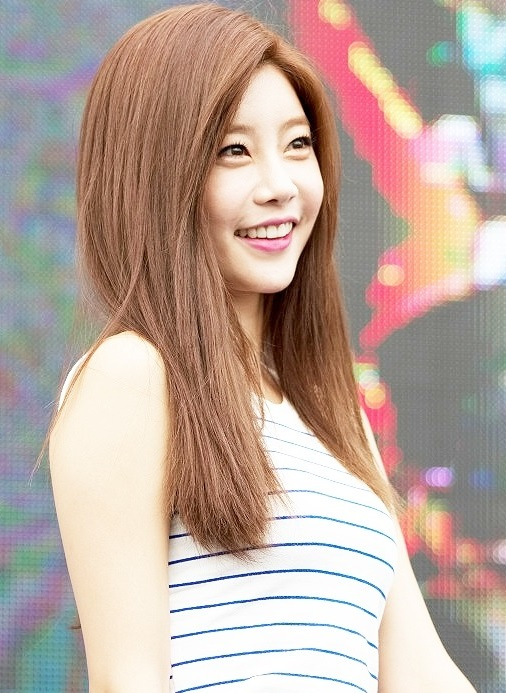
Park So-jin, Gimhae Waterpark Mini Concert (2014)

Park So-jin (박소진), Künstlername Sojin (소진), geboren am 21. Mai 1986 in Daegu, Südkorea, ist Bandleaderin und gleichzeitig Älteste der Gruppe.
Vor ihrem Debüt besuchte sie die Kyungduk Girls’ High School und studierte nach ihrem Abschluss Maschinenbau an der Yeungnam University in Gyeongsan.
Park ist seit Gründung Teil der Band und komponierte bereits zahlreiche Songs von Girl’s Day eigenhändig, so z. B. Girl’s Day World oder Let’s Go. Gleichzeitig führt sie eine Karriere als Solosängerin, u. a. für verschiedenste koreanische Dramen; so beispielsweise 2011 mit ihrer Single Our Love Like This für Flames of Desire oder 2015 mit Everyday with you für Reply 1988. Überdies ist sie als Schauspielerin aktiv, jüngst im Webdrama Humanitarian Supermarket.
Als größte Inspiration in ihrem Leben bezeichnet Park Uhm Jung-hwa, aufgrund ihres Status als Pop-Ikone in Parks Jugendzeit, und ihrer starken Ausdruckskraft.

### Minah

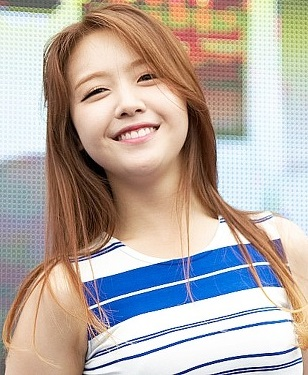
Bang Min-ah, Gimhae Waterpark Mini Concert (2014)

Bang Min-ah (방민아), Künstlername Minah (민아), geboren am 13. Mai 1993 in Incheon, Südkorea, nimmt zusammen mit Park die Rolle als Leadsängerin ein. Bang ist das am theoretisch Längste Mitglied von Girl’s Day, da sie den Gründer von Dream Tea Entertainment laut eigener Aussage bereits früher kannte und ihn in seinem Gründungsvorhaben der Agentur begleitete.
Sie besuchte die Jinsun Girls’ High School und studierte nach ihrem Abschluss Rundfunk an der Dongduk Women’s University in Seoul.
Bang ist ebenfalls seit Gründung Mitglied von Girl’s Day. Als Solosängerin debütierte sie 2015 mit ihrem eigenen Album I Am A Woman Too, singt aber schon seit 2010 Solo für K-Drama Soundtracks.
Gleichermaßen belegt sie seit längerer Zeit Rollen als Hauptdarstellerin in K-Dramas, wie etwa 2016 in Hello Korean oder Beautiful Gong Shim als Gong Shim.
Als ihre größten Vorbilder bezeichnet sie Beyoncé, Lee Hyori und Kim Dong-ryool.
Bang besitzt eine Schwester namens Hyun-ah, welche unter ihrem Künstlernamen Linah Teil der ehemaligen Girlgroup Wanna.B war.

### Yura

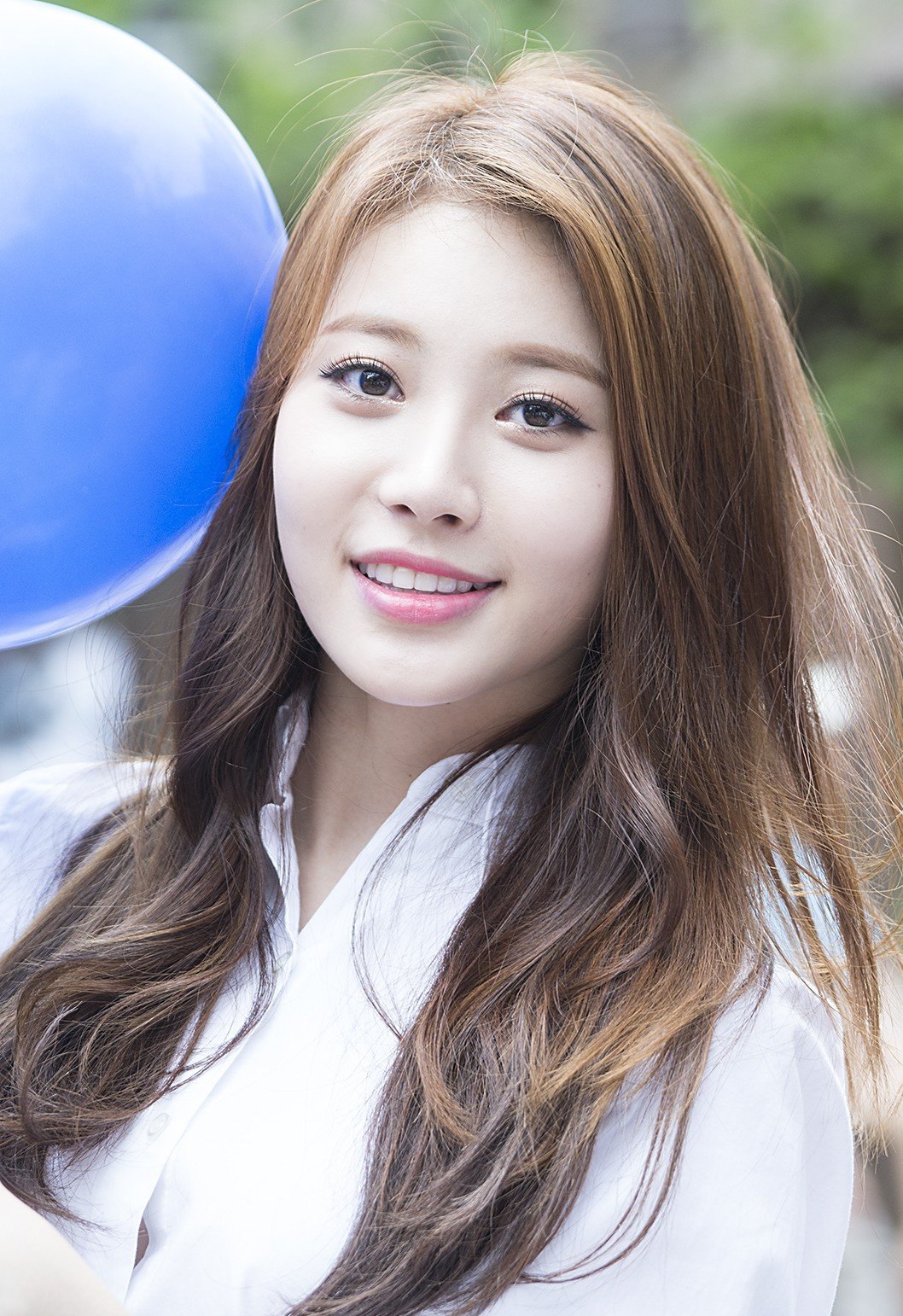
Kim Ah-young, Everland Korea Event (2014)

Kim Ah-young (김아영), Künstlername Yura (유라), geboren am 6. November 1992 in Ulsan, Südkorea, ist die Leadtänzerin der Gruppe.
Sie besuchte die Ulsan Art High School und schloss diese im Hauptfach Tanzen ab. Zudem studierte sie an der Dongduk Women’s University in Seoul.
Zusammen mit Hyeri trat sie Girl’s Day im September 2010 bei. Laut eigener Aussage versuchten circa 60 verschiedene Unterhaltungskonzerne Kim vor ihrem Debüt bei Girl’s Day anzustellen, doch sie entschied sich letztendlich für Dream Tea Entertainment; sie wollte noch vor ihrem Hochschulabschluss debütieren, und Dream Tea Entertainment gewährten ihr als Einzige diesen Wunsch. Sie verpasste so mögliche Anstellungen in größeren Agenturen.
Als Schauspielerin war Kim bereits in Dramen wie Iron Lady (2016) oder Hip Hop Teacher (2017) vertreten.
Kim sieht Lee Seung-gi als ihr größtes Vorbild, angesichts seiner zahllosen Talente im Bereich des Entertainment-Business.
2010 ließ Kim ihre Beine auf die Empfehlung ihres Managers hin für 500,000,000 ₩ (ca. 370,000 €) versichern.

### Hyeri

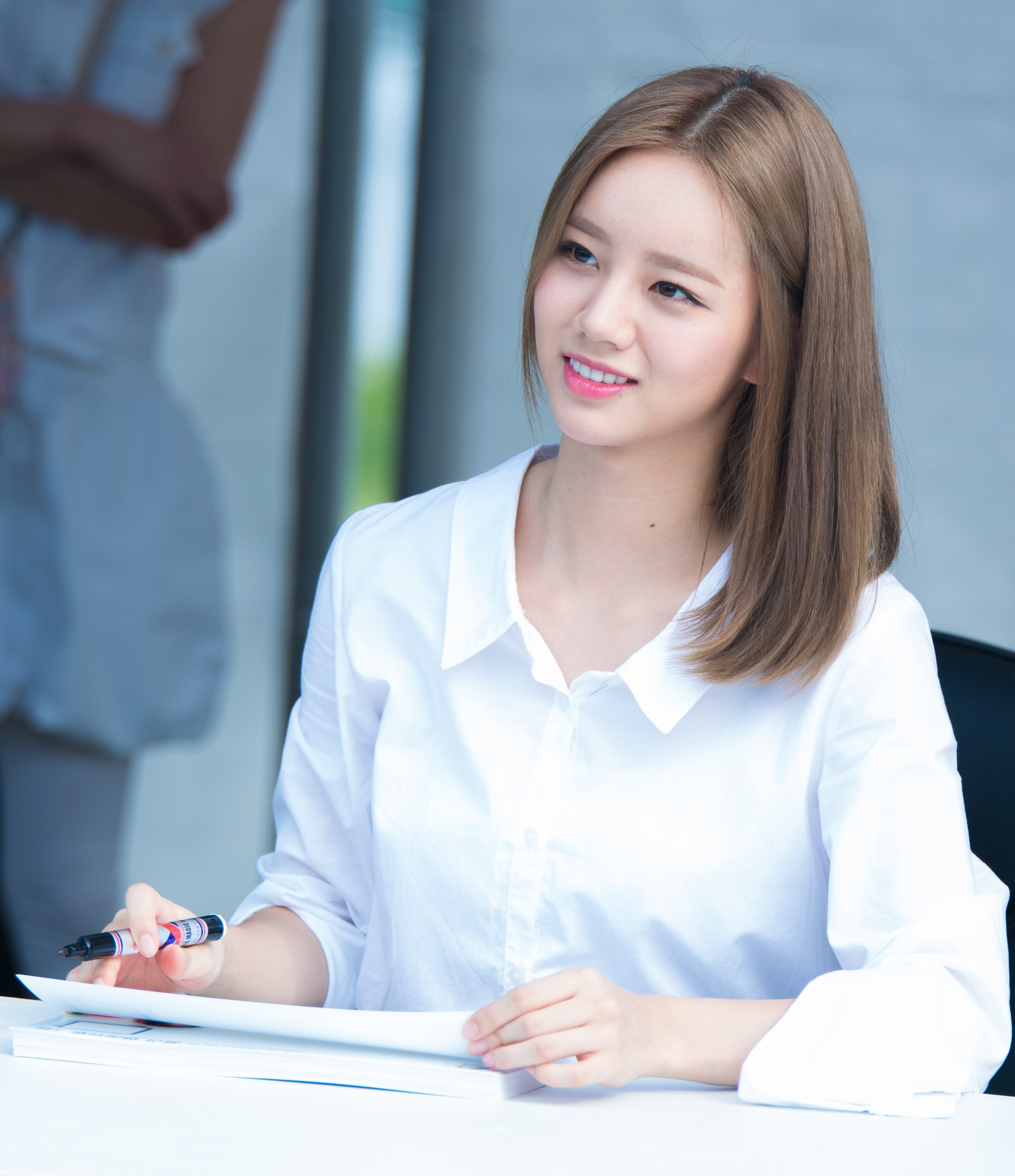
Lee Hye-ri, 7-Eleven Fan Signing (2016)

Lee Hye-ri (이혜리), Künstlername Hyeri (혜리), geboren 9. Juni 1994 in Gwangju, Südkorea, ist mit Yura Leadtänzerin und zugleich Jüngste (sog. Maknae) der Girlgroup.
In der Mittelschule wurde Lee von Dream Tea Entertainment gecastet und trat daraufhin Girl’s Day bei. Später besuchte sie die School of Performing Arts Seoul und studierte sukzessive Film im Hauptfach an der Konkuk University in Seoul.
Außerhalb von Girl’s Day ist Lee durch ihr sog. Aegyo eine beliebte und gefragte Persönlichkeit in Südkorea. Ihren Durchbruch hatte Lee bei ihrem viertägigen Auftritt in der Show Real Men im August 2014, welcher sie quasi „über Nacht“ berühmt machte. Dadurch bekam Lee u. a. 2015 ihre erste Hauptrolle als Sung Duk-seon im Seriendrama Reply 1988, welches durch seine finale Einschaltquote von 18,803 % den Rekord für das meistgeschaute Drama in der Geschichte des koreanischen Kabelfernsehens hält.
Weiterhin wurde Lee zu einem gefragten Werbemodel, und drehte bereits Spots für Firmen wie Puma oder Lotte. 2016 belegte sie in der Forbes „Korea Power Celebrity“-Liste von 2016 den dritten Platz.
Als ihr größtes Idol bezeichnet sie Uhm Jung-hwa, wie Bandmitglied Sojin.
Lee besitzt eine jüngere Schwester namens Hye-rim.

## Diskografie

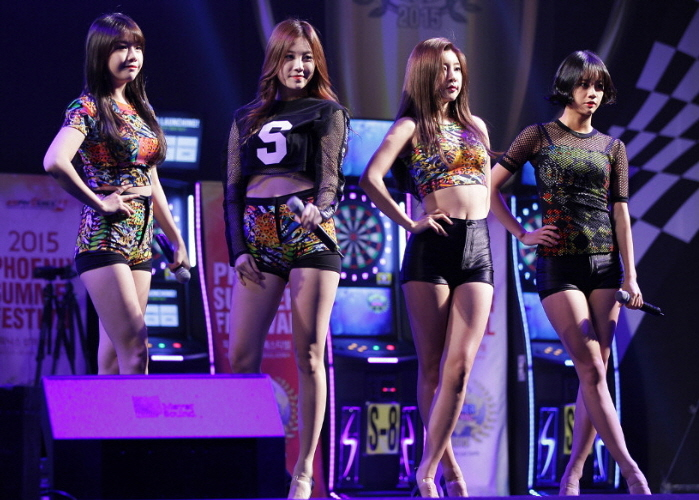
Girl’s Day, Phoenix Summer Festival (2015)

### Studioalben
| Jahr | Titel            | Höchstplatzierung, Gesamtwochen, AuszeichnungChartsChartplatzierungen (Jahr, Titel, Platzierungen, Wochen, Auszeichnungen, Anmerkungen) | Anmerkungen                         |
| Jahr | Titel            | KR | Anmerkungen                         |
| ---- | ---------------- | --- | ----------------------------------- |
| 2013 | Expectation      | — | Erstveröffentlichung: 14. März 2013 |
| 2013 | Female President | — | Erstveröffentlichung: 24. Juni 2013 |
| 2015 | Love             | KR3 (16 Wo.)KR | Erstveröffentlichung: 7. Juli 2015  |

### Kompilation
| Jahr | Titel      | Höchstplatzierung, Gesamtwochen, AuszeichnungChartsChartplatzierungen (Jahr, Titel, Platzierungen, Wochen, Auszeichnungen, Anmerkungen) | Anmerkungen                             |
| Jahr | Titel      | KR | Anmerkungen                             |
| ---- | ---------- | --- | --------------------------------------- |
| 2014 | Best Album | — | Erstveröffentlichung: 26. November 2014 |

### EPs
| Jahr | Titel                   | Höchstplatzierung, Gesamtwochen, AuszeichnungChartsChartplatzierungen (Jahr, Titel, Platzierungen, Wochen, Auszeichnungen, Anmerkungen) | Anmerkungen                            |
| Jahr | Titel                   | KR | Anmerkungen                            |
| ---- | ----------------------- | --- | -------------------------------------- |
| 2010 | Girl’s Day Party #1     | — | Erstveröffentlichung: 9. Juli 2010     |
| 2011 | Everyday                | KR4 (6 Wo.)KR | Erstveröffentlichung: 7. Juli 2011     |
| 2012 | Everyday II             | — | Erstveröffentlichung: 18. April 2012   |
| 2014 | Girl’s Day Everyday III | — | Erstveröffentlichung: 3. Januar 2014   |
| 2014 | Girl’s Day Everyday #4  | — | Erstveröffentlichung: 14. Juli 2014    |
| 2014 | I Miss You              | — | Erstveröffentlichung: 15. Oktober 2014 |
| 2017 | Girl’s Day Everyday #5  | KR5 (3 Wo.)KR | Erstveröffentlichung: 27. März 2017    |

### Singles
| Jahr | Titel                                                       | Höchstplatzierung, Gesamtwochen, AuszeichnungChartsChartplatzierungen (Jahr, Titel, Platzierungen, Wochen, Auszeichnungen, Anmerkungen) | Anmerkungen                              |
| Jahr | Titel                                                       | KR | Anmerkungen                              |
| ---- | ----------------------------------------------------------- | --- | ---------------------------------------- |
| 2010 | Tilt My Head (갸우뚱) Girl’s Day Party #1                   | KR83 (1 Wo.)KR | Erstveröffentlichung: 7. Juli 2010       |
| 2010 | How About Me (나 어때) –                                    | KR88 (1 Wo.)KR | Erstveröffentlichung: 22. Juli 2010      |
| 2010 | Nothing Lasts Forever (잘해줘봐야) Everyday                 | KR63 (5 Wo.)KR | Erstveröffentlichung: 7. Juli 2011       |
| 2011 | Twinkle Twinkle (반짝반짝) Everyday                         | KR5 (15 Wo.)KR | Erstveröffentlichung: 18. März 2011      |
| 2011 | Hug Me Once (한번만 안아줘) Everyday                        | KR15 (8 Wo.)KR | Erstveröffentlichung: 18. März 2011      |
| 2011 | Don’t Flirt (너, 한눈 팔지마!) Everyday II                  | KR11 (5 Wo.)KR | Erstveröffentlichung: 2. September 2011  |
| 2012 | Oh! My God Everyday II                                      | KR13 (9 Wo.)KR | Erstveröffentlichung: 18. April 2012     |
| 2012 | Blue Rain 2012 –                                            | KR21 (2 Wo.)KR | Erstveröffentlichung: 27. August 2012    |
| 2012 | Don’t Forget Me (나를 잊지마요) Expectation                 | KR14 (11 Wo.)KR | Erstveröffentlichung: 26. Oktober 2012   |
| 2013 | White Day Expectation                                       | KR43 (2 Wo.)KR | Erstveröffentlichung: 21. Februar 2013   |
| 2013 | Expect (기대해) Expectation                                 | KR9 (19 Wo.)KR | Erstveröffentlichung: 14. März 2013      |
| 2013 | Female President (여자 대통령) Female President (Repackage) | KR5 (13 Wo.)KR | Erstveröffentlichung: 24. Juni 2013      |
| 2013 | Please Tell Me (말해줘요) –                                 | KR9 (8 Wo.)KR | Erstveröffentlichung: 30. Juli 2013      |
| 2013 | Let’s Go –                                                  | KR49 (1 Wo.)KR | Erstveröffentlichung: 15. Oktober 2013   |
| 2014 | Something Girl’s Day Everyday 3                             | KR2 (22 Wo.)KR | Erstveröffentlichung: 3. Januar 2014     |
| 2014 | Darling Girl’s Day Everyday 4                               | KR1 (17 Wo.)KR | Erstveröffentlichung: 14. Juli 2014      |
| 2014 | I Miss You (보고싶어) I Miss You                            | KR4 (8 Wo.)KR | Erstveröffentlichung: 15. Oktober 2014   |
| 2015 | Hello Bubble Love                                           | KR13 (6 Wo.)KR | Erstveröffentlichung: 12. Mai 2015       |
| 2015 | Ring My Bell Love                                           | KR2 (13 Wo.)KR | Erstveröffentlichung: 7. Juli 2015       |
| 2015 | Darling (Japanese Version) Best Album                       | — | Erstveröffentlichung: 30. September 2015 |
| 2017 | I’ll Be Yours Girl’s Day Everyday 5                         | KR3 (8 Wo.)KR | Erstveröffentlichung: 27. März 2017      |

## Filmografie

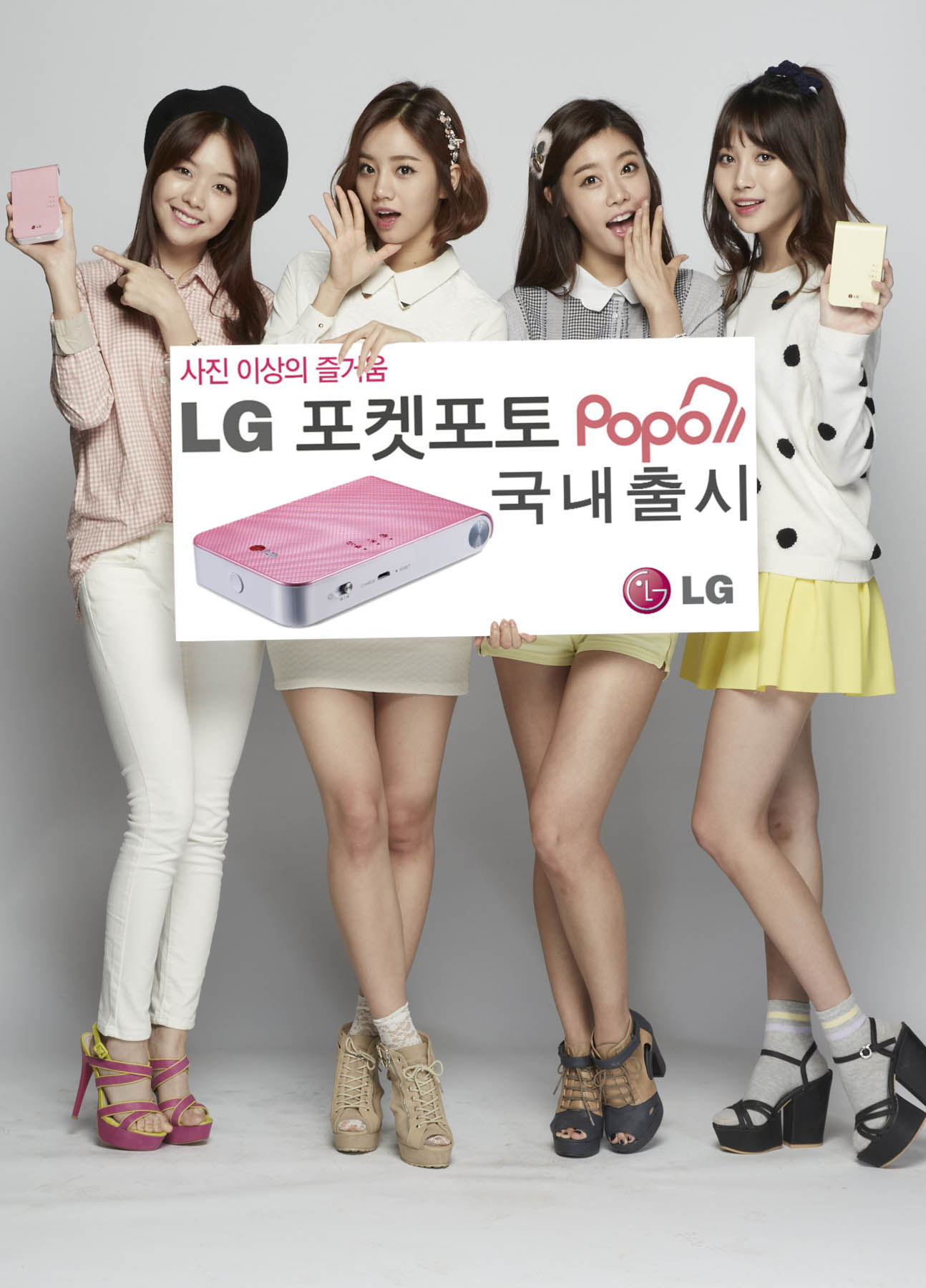
Girl’s Day LG „Pocket“ Reklame (2014)

### TV-Shows
| Jahr | Show                      | Kanal      | Anmerkung                                 |
| ---- | ------------------------- | ---------- | ----------------------------------------- |
| 2011 | Kira Kira Slim            | Mnet Japan | Dokumentation, 26 Episoden                |
| 2014 | Human Documentary         | MBC        | Dokumentation                             |
| 2014 | Picnic Live               | MBC Music  | Show                                      |
| 2014 | You Hee-yeol’s Sketchbook | KBS2       | Musikprogramm (Episode 221)               |
| 2015 | One Fine Day              | MBC Music  | Serie, 9 Episoden (8 + 1 Spezialepisode)  |
| 2016 | Entertainment Weekly      | KBS2       | TV-Programm, Ausgabe vom 13. Februar 2016 |

### Varietévorstellungen
| Show                                 | Jahr      | Kanal       | Anmerkung                                                          |
| ------------------------------------ | --------- | ----------- | ------------------------------------------------------------------ |
| Weekly Idol                          | 2011–2015 | MBC Every 1 | Gast                                                               |
| Idol Star Athletics Championships    | 2012–2016 | MBC         | Besetzung                                                          |
| After School Club                    | 2013–2015 | Arirang     | Gast                                                               |
| Beatles Code 2                       | 2012–2013 | Mnet        | Gast                                                               |
| Flower Bouquet                       | 2010      | MBC         | Gast                                                               |
| We Are Dating                        | 2010      | MBC Every 1 | Besetzung                                                          |
| Let’s Go! Dream Team                 | 2011      | KBS2        | Gast (Episode 90, 241)                                             |
| Quiz to Change the World             | 2011      | MBC         | Gast                                                               |
| Director’s Cut                       | 2011      | Mnet        | Gast                                                               |
| Mnet M! Pick                         | 2011      | Mnet        | Gast                                                               |
| Real Men                             | 2013      | MBC         | Gast                                                               |
| Star King                            | 2013      | SBS         | Gast                                                               |
| Crisis Escape No. 1                  | 2014      | KBS2        | Gast (Episode 423)                                                 |
| Hello Counselor                      | 2014      | KBS2        | Gast (Episode 161)                                                 |
| SNL Korea 5                          | 2014      | tvN         | Gastgeber (Episode 99)                                             |
| We Got Married                       | 2014      | MBC         | Yura, mit wiederkehrenden Auftritten der einzelnen Band-Mitglieder |
| Eco Village                          | 2015      | SBS         | Gast (Episode 13–14)                                               |
| Hidden Camera Shot Battle            | 2016      | MBC         | Gast (Episode 01)                                                  |
| Tasty Road                           | 2016      | Olive TV    | Gast (Episode 28)                                                  |
| 31 Salon                             | 2016      | OnStyle     | Gast (Episode 5)                                                   |
| Knowing Bros                         | 2017      | JTBC        | Gast (Episode 68)                                                  |
| Paik Jong-won’s Three Great Emperors | 2017      | SBS         | Gast (Episode 79)                                                  |
| Hello Counselor                      | 2017      | KBS2        | Gast (Episode 318)                                                 |
| Taxi                                 | 2017      | tvN         | Gast (Episode 473)                                                 |
| Life Bar                             | 2017      | tvN         | Gast (Episode 19)                                                  |
| Entertainment Weekly                 | 2017      | KBS2        | Auftritt (Episode 1664)                                            |
| New Yang Nam Show                    | 2017      | Mnet        | Gast (Episode 07, 08)                                              |

## Auszeichnungen

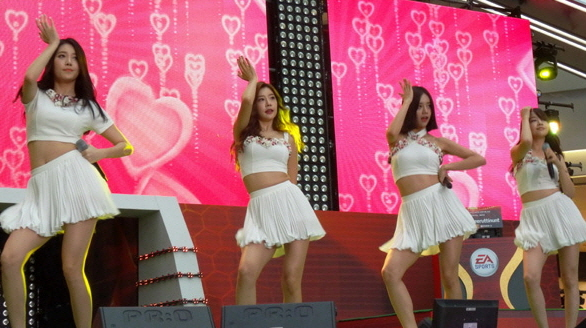
Girl’s Day, FIFA Online 3 Spearhead Invitational Final Event (2014)

### Nach Kategorie
- Korean Culture Entertainment Awards
  - 2010: in der Kategorie „New Generation Popular Music Teen Singer“
  - 2012: in der Kategorie „Idol Music Excellence“
  - 2013: in der Kategorie „Idol Excellence“

- Seoul Success Awards
  - 2010: in der Kategorie „Cultural“

- Gaon Chart Music Awards
  - 2012: in der Kategorie „Discovery of the Year“
  - 2014: in der Kategorie „15 Weeks Over Top 50“ (Expectation)
  - 2015: in der Kategorie „Song of the Year“ (Something)

- Republic of Korea Entertainment Arts Awards
  - 2011: in der Kategorie „Best Female Rookie“

- Mnet Asian Music Awards
  - 2014: in der Kategorie „Best Dance Performance by a Female Group“ (Something)

- Melon Music Awards
  - 2014: in der Kategorie „Top 10“

- Golden Disk Awards
  - 2015: in der Kategorie „Digital Bonsang“ (Something)

- SBS Awards Festival
  - 2014: in der Kategorie „Top 10 Artists“

- Seoul Music Awards
  - 2015: in der Kategorie „Bonsang Award“ (Something)

- Andere Auszeichnungen
  - 2014: in der Kategorie „Popularity“ (9th Asian Model Festival Awards)
  - 2014: in der Kategorie „Cable TV Star“ (2014 Cable TV Star Awards)
  - 2015: in der Kategorie „Performer“ (The 27th Korean PD Awards)
  - 2015: in der Kategorie „Minister of Culture, Sports and Pop Culture“ (2015 Korean Popular Culture & Arts Awards)
  - 2015: in der Kategorie „Artist“ (Culture Technology Awards Ceremony)
  - 2016: in der Kategorie „Pop Culture“ (2016 Korea Wave Awards)
  - 2017: in der Kategorie „Special V LIVE“ (2017 V Live Awards)

### Musikshows
- Inkigayo (SBS)
  - Ausgabe vom 7. Juli 2013: Auszeichnung für Female President
  - Ausgabe vom 12. Januar 2014: Auszeichnung für Something
  - Ausgabe vom 2. Februar 2014: Auszeichnung für Something
  - Ausgabe vom 27. Juli 2014: Auszeichnung für Darling

- Show Champion (MBC Music)
  - Ausgabe vom 8. Januar 2014: Auszeichnung für Something
  - Ausgabe vom 30. Juli 2014: Auszeichnung für Darling
  - Ausgabe vom 5. April 2017: Auszeichnung für I’ll Be Yours

- Show! Music Core (MBC)
  - Ausgabe vom 11. Januar 2014: Auszeichnung für Something
  - Ausgabe vom 26. Juli 2014: Auszeichnung für Darling

- M Countdown (Mnet)
  - Ausgabe vom 6. Februar 2014: Auszeichnung für Something
  - Ausgabe vom 13. Februar 2014: Auszeichnung für Something

- The Show (SBS MTV)
  - Ausgabe vom 4. April 2017: Auszeichnung für I’ll Be Yours